# Pedra do Galo
La Pedra do Galo (« Pierre du Coq » en français), connu également sous le nom de Pedra da Alçada, est une formation rocheuse située près de la municipalité de Redondo, dans le district d'Évora, en Alentejo.

## Situation
Elle se situe sur le territoire de la freguesia de Santiago Maior, à une dizaine de kilomètres au sud-sud-est de Redondo.

## Description
La formation rocheuse, composée de deux blocs erratiques superposés, mesure environ 10 m de haut et a une largeur maximale de 6 m.
Selon la Carta Arqueológica do Alandroal, il s'agit d'un affleurement naturel. Paulo Pereira suggère dans son ouvrage Paisagens Arcaicas qu'il s'agit d'un seul bloc fracturé en deux. La formation rocheuse est parfois qualifiée de menhir.